# Chamaeleo senegalensis
Chamaeleo senegalensis är en ödla i familjen kameleonter som förekommer i Västafrika. Artepitet i det vetenskapliga namnet syftar på fyndplatsen av typexemplaret i Senegal.
Utbredningsområdet sträcker sig från Senegal till Nigeria och västra Kamerun. Arten saknas i Sierra Leone samt Liberia och i Elfenbenskusten samt östra Nigeria når den inte Atlanten. Ödlan lever i låglandet och i bergstrakter upp till 1900 meter över havet. Den vistas främst i torra skogar och torra savanner men den hittas sällsynt i fuktiga savanner. Arten besöker ofta stadsparker och trädgårdar med introducerade nim-träd (Azadirachta indica). På dagen jagas insekter och andra leddjur. Honor lägger ägg.
Chamaeleo senegalensis fångas och säljs som terrariedjur. Andra exemplar dödas av vidskepliga människor som antar att kameleonten är giftig eller på annat sätt farlig. Hela populationen bedöms fortfarande som stor. IUCN listar arten som livskraftig (LC).